# Ferdinand Schörner
Johannes Ferdinand Schörner (Múnich, actual Alemania, 12 de junio de 1892-ibídem, 2 de julio de 1973) fue un comandante militar alemán que ostentó el rango de Generalfeldmarschall en la Wehrmacht de la Alemania nazi durante la Segunda Guerra Mundial. Dirigió varios grupos del ejército y fue el último comandante en jefe del ejército alemán.
La literatura histórica suele representar a Schörner como un simple disciplinario y un devoto servil de las órdenes defensivas de Adolf Hitler, después de que Alemania perdiera la iniciativa en la segunda mitad de la Segunda Guerra Mundial en los años 1942/43. Investigaciones más recientes realizadas por el historiador estadounidense Howard Davis Grier y el historiador alemán Karl-Heinz Frieser describen a Schörner como un comandante con talento y una capacidad organizativa "asombrosa" para dirigir un grupo de ejército de 500.000 hombres durante los combates de finales de 1944 en el Frente Oriental. Fue severo tanto con los superiores como con los subordinados y llevó a cabo operaciones por su propia cuenta en contra de las órdenes de Hitler cuando lo consideró necesario, como la evacuación de la península de Sõrve.
Schörner era un militante nazi ferviente y se hizo famoso por su crueldad. Al final de la Segunda Guerra Mundial, era el comandante favorito de Hitler. Después de la guerra fue condenado por crímenes de guerra por tribunales de la Unión Soviética y Alemania Occidental, siendo encarcelado en la Unión Soviética, Alemania Oriental y Alemania Occidental. A su muerte, en 1973, era el último mariscal de campo alemán vivo.

## Biografía
Schörner nació en Múnich (Baviera), cuna del nacionalsocialismo. Se alistó voluntario al Regimiento bávaro de Infantería del Rey. Luego estudió filosofía y lenguas modernas en las universidades de Múnich, Lausana y Grenoble.

### Primera Guerra Mundial
Cuando estalló la Primera Guerra Mundial era sargento y aspirante a oficial en dicho regimiento. En noviembre de 1914 fue ascendido a teniente de reserva y jefe de compañía. Junto con su unidad combatió en Francia, Tirol, Serbia, Rumania e Italia, donde recibió la preciada Max Azul por el exitoso ataque al Monte Matajur en noviembre de 1917 (condecoración que también obtuvo el teniente Erwin Rommel en dicha ocasión). En 1918 fue ascendido a teniente primero. Durante la contienda resultó herido grave en tres ocasiones.
Hizo el curso de Estado Mayor y en 1926 con el grado de capitán estuvo al mando de compañías en Landshut y Kempten. Como sabía italiano, pasó una época como intérprete con los Alpini. Luego fue profesor de táctica en la academia de guerra de Dresde. 
Durante la época nazi, desempeñó un papel crucial en el proceso de transformar a las Waffen-SS de una organización paramilitar a una unidad de élite que lucharía al lado de la Wehrmacht.

### Segunda Guerra Mundial
En 1937 era teniente coronel en el 98.º Regimiento de Cazadores de montaña, con el que participó en el Anschluss de Austria en 1938 y en la invasión de Polonia en 1939. Siendo ya coronel recibió el mando de la 6.ª División de Montaña, con la que tomó parte en la batalla de Francia en 1940, ascendiendo a mayor general.
Con la 6.ª División intervino en el Frente de los Balcanes y en 1941 recibió la Cruz de Caballero de la Cruz de Hierro por haber atravesado la línea Metaxás que defendía a Grecia. Una de sus unidades de vanguardia izó la bandera de guerra sobre la Acrópolis. 
En otoño de 1941 se trasladó con la 6.ª División al Océano Ártico, y consiguió el nombramiento de comandante del Cuerpo de Montaña en Noruega (más tarde XIX Cuerpo de Montaña).
Al iniciarse la Operación Barbarroja, Schörner mandaba parte de las tropas alemanas en Finlandia y dirigió un fallido intento de tomar la ciudad ártica de Múrmansk. En este tiempo pronunció la famosa frase: «No existe el Ártico», asegurando que el extremo frío del norte de Escandinavia no debería ser un problema para el soldado alemán.
Desde el 16 de noviembre de 1943 hasta el 31 de enero de 1944, comandó el XL Cuerpo de Panzers en el Frente Oriental. En marzo de 1944 fue nombrado comandante del Grupo de Ejércitos A y luego comandante del Grupo de Ejércitos Ucrania Sur. Cuando los soviéticos iniciaron la ofensiva de Crimea, Schörner aseguró que los alemanes podrían resistir un tiempo en Sebastopol. Sin embargo, luego cambió de opinión y ordenó la evacuación del puerto. Esta tardía decisión causó que los soldados de Rumania y Alemania que estaban defendiendo el puerto sufrieran bajas mientras esperaban a los barcos de evacuación. Desde entonces Schörner libró una serie de batallas defensivas, con el objetivo de estabilizar el frente en Rumania.
En julio Schörner fue nombrado comandante del Grupo de Ejércitos Norte hasta enero de 1945, cuando se le dio el mando del Grupo de Ejércitos Centro, con la misión de defender Checoslovaquia y la parte alta del río Oder. Sin embargo, la ofensiva soviética era incontenible y cuando Berlín fue sitiada, Hitler lo designó Comandante en Jefe del Ejército en su testamento político. 
No obstante, el Tercer Reich ya estaba llegando a su fin, y el nuevo cargo que tenía Schörner era meramente nominal. Schörner tenía por lema: «La fuerza se consigue con el miedo», y solo se mostraba satisfecho cuando sus soldados temían más a sus castigos que al enemigo. El 8 de mayo de 1945, Alemania se rindió incondicionalmente. En aquel momento el general Ferdinand Schörner se encontraba cerca de Praga, pero después los norteamericanos no pudieron asegurarle su integridad personal y la de su ejército. 
Su ejército siguió luchando en Praga con la esperanza de que fueran los norteamericanos y no los soviéticos los que ocuparan la ciudad (para así capitular ante tropas de los EE. UU. y evitar el cautiverio en la URSS). Sin embargo, no pudieron aguantar el avance del Ejército Rojo, por lo que Schörner acordó la rendición de su Grupo de Ejércitos a los norteamericanos el 8 de mayo, y en la noche de ese mismo día se dirigió en un avión unipersonal al Tirol, informando de ello solo a un grupo muy reducido de oficiales y disfrazado como campesino de esa zona, alegando que este viaje servía para organizar la defensa del Alpenfestung (el supuesto «reducto alpino» que debería ser el último baluarte nazi en Europa). A pesar de que Schörner ya no creía en la victoria, aseguró años después que continuó luchando, ya que le había prometido a Hitler días antes de que este se suicidase que se haría cargo del Alpenfestung. Después de pasar unos días en el Tirol y convencerse de la inutilidad de sus acciones, ante la ausencia de hombres dispuestos a seguirle, se entregó a los británicos.
Schörner fue entregado de inmediato a la Unión Soviética y enviado a un campo de prisioneros de guerra, donde pasó 10 años de los 25 que le impusieron. Al salir libre, el 17 de enero de 1955 se le permitió ir a la Alemania Occidental, pero allí se le arrestó de nuevo en 1959 y se le juzgó por ordenar la ejecución arbitraria y sin pruebas de dos oficiales y de un soldado que se había quedado dormido por ebriedad mientras conducía, mediante sentencias que había pronunciado mientras era general de la Wehrmacht durante la guerra. Declarado culpable, Schörner volvió a prisión y finalmente fue puesto en libertad en 1963 y se estableció en Múnich, donde vivió serenamente y murió en 1973.
Durante su vida después de la guerra, Schörner sufrió el desprecio de antiguos camaradas, ya que su viaje al Tirol y el abandono de su puesto en Praga fue visto como cobardía o deserción por otros altos oficiales, en perjuicio de sus subordinados que cayeron prisioneros de los soviéticos. Se le acusó de deserción por salir de su puesto de mando sin probar que una orden superior lo justificase, siendo agravado esto por huir renunciando a su uniforme y disfrazándose de civil (mientras el propio Schörner ordenaba fusilar a sus subordinados si les descubría usando prendas civiles en el frente de lucha); también se le tachó de cobardía por pretextar para su fuga el cumplimiento de una misión inverosímil en el Alpenfestung (que a fines de abril ya había sido tomado por soldados estadounidenses y franceses), y lo acusaron de haber abandonado maliciosamente a sus hombres en la línea de combate por temor a caer él mismo en manos del Ejército Rojo.

## Condecoraciones
- Cruz de Hierro (1914) de 2.do grado (22 de diciembre de 1914) y de 1.er grado (27 de enero de 1917)[7]
- Pour le Mérite (5 de diciembre de 1917)[7][8]
- Cruz al Mérito Militar de 1.er grado con Decoración de Guerra (Austria-Hungría, 20 de abril de 1916)[8]
- Orden al Mérito Militar, de 4.º grado con Espadas y Corona (Baviera, 24 de octubre de 1917)[8]
- Broche de la Cruz de Hierro (1939) de 2.do grado (12 de septiembre de 1939) y de 1.er grado (20 de septiembre de 1939)[7]
- Medalla del frente oriental 1941/42 (20 de agosto de 1942)[9]
- Placa Dorada del Partido (30 de enero de 1943)[9]
- Orden de la Cruz de la Libertad de 1.er  grado (Finlandia, 1 de julio de 1942)[9]
- Cruz de Caballero de la Cruz de Hierro con Hojas de Roble, Espadas y Diamantes
  - Cruz de Caballero, el 20 de abril de 1941 como Generalmajor y comandante de la 6.ª División de Montaña.[10]
  - 398.º Hojas de Roble, el 17 de febrero de 1944 como General der Gebirgstruppe y comandante del XXXX Panzer Corps[10]
  - 93.º Espadas, el 28 de agosto de 1944 como Generaloberst y comandante del Grupo de Ejércitos Norte[10]
  - 23.º Diamantes, el 1 de enero de 1945 como Generaloberst y comandante del Grupo de Ejércitos Norte[10]